# Корязин, Иван Петрович
Иван Петрович Корязин (26 марта 1901 года, посёлок Новосергиевка, ныне Оренбургская область — 30 мая 1947 года, Благовещенск) — советский военный деятель, Генерал-майор (1942 год).

## Начальная биография
Иван Петрович Корязин родился 26 марта 1901 года в посёлке Новосергиевка ныне Оренбургской области.

## Военная служба

### Первая мировая и гражданская войны
В сентябре 1919 года был призван в ряды РККА и направлен в Самарский запасной стрелковый полк, где после окончания полковой школы был назначен на должность начальника миномёта. В составе полка принимал участие в боевых действиях на Восточном и Туркестанском фронтах.
В сентябре 1920 года был переведён в 24-ю стрелковую дивизию (Украинский военный округ), где служил на должностях командира отделения и старшины в составе 210-го стрелкового полка и командира взвода в составе 212-го и 208-го стрелковых полков.

### Межвоенное время
С июня 1922 года Корязин служил на должностях командира взвода и роты 70-го стрелкового полка этой же дивизии. В августе 1925 года был направлен на учёбу в Киевскую объединённую военную школу, после окончания которой в августе 1927 года был направлен в 54-й стрелковый полк (18-я стрелковая дивизия, Московский военный округ), где служил на должностях командира роты, помощника командира и командира батальона.
В 1930 году закончил Стрелково-тактические курсы «Выстрел», а в 1932 году — курсы организаторов стрелковой подготовки при Инспекции пехоты РККА.
В апреле 1933 года был назначен на должность начальника 4-го сектора артиллерийского управления штаба Московского военного округа, а в январе 1934 года — на аналогичную должность в ОКДВА.
В июне 1938 года Корязин был назначен на должность начальника штаба 34-го стрелкового полка (12-я стрелковая дивизия, 2-я армия), а в январе 1939 года — на должность помощника начальника штаба 79-й горнострелковой дивизии.

### Великая Отечественная война
С началом войны Корязин был назначен на должность командира 188-го стрелкового полка этой же дивизии, в августе 1941 года — на должность командира 5-й стрелковой бригады (Особый стрелковый корпус), с мая 1943 года исполнял должность заместителя командира этого корпуса, а 1 июля того же года был назначен на должность командира 56-го стрелкового корпуса (16-я армия, Дальневосточный фронт), который прикрывал государственную границу СССР с Японией на Сахалине, а также побережье Татарского пролива от города Советская Гавань до города Николаевск-на-Амуре.
В мае 1945 года был назначен на должность коменданта 101-го укреплённого района (2-я армия, 2-й Дальневосточный фронт), после чего принимал участие в боевых действиях в ходе советско-японской войны. За умелое и оперативное обеспечение плацдармов оружием, военной техникой, личным составом во время проведения Сунгарийской наступательной операции Корязин был награждён орденом Суворова 3 степени.

### Послевоенная карьера
После окончания войны находился на прежней должности.
В августе 1946 года был назначен на должность командира 13-й пулемётно-артиллерийской дивизии (Забайкальско-Амурский военный округ).
Генерал-майор Иван Петрович Корязин умер 30 мая 1947 года в Благовещенске.

## Награды
- Орден Ленина;
- Два ордена Красного Знамени;
- Орден Суворова 3 степени;
- Орден Красной Звезды;
- Медали.